# دویلیو ستی
دویلیو ستی (انگلیسی: Duilio Setti; ۷ ژانویهٔ ۱۹۱۲ – ۸ دسامبر ۱۹۷۲) بازیکن فوتبال اهل ایتالیا بود.
از باشگاه‌هایی که در آن بازی کرده‌است می‌توان به باشگاه فوتبال اینتر میلان، باشگاه فوتبال مودنا، باشگاه فوتبال پارما، باشگاه فوتبال باری، و باشگاه فوتبال سمپدوریا اشاره کرد.